# Wulungsari
Wulungsari is een bestuurslaag in het regentschap Wonosobo van de provincie Midden-Java, Indonesië. Wulungsari telt 1313 inwoners (volkstelling 2010).